# Magister Wigbold
Magister Wigbold, né en 1365, mort en 1401, connu également sous le nom de Maître des Sept Arts, était un pirate allemand faisant partie des Likedeeler (Frère des victuailles) de Klaus Störtebeker. Il est l’un des Likedeeler les plus connus, avec Gödeke Michels et Klaus Störtebeker. Son surnom Wigbold vient de wig et bold, signifiant respectivement bataille, querelle et intrépide, courageux en ancien anglais.
La vie de Wigbold est peu documentée. Il aurait appris un certain nombre de compétences dans un monastère, d’où il aurait ensuite été expulsé pour des raisons incertaines. Il serait ensuite entré à l’université d’Oxford.
Il est souvent décrit comme le cerveau des Likedeeler. Contrairement à Gödeke Michels ou Klaus Störtebeker, il évite les batailles et préfère négocier des redditions et réduire le nombre de victimes.
Wigbold capture et pille des navires avec les autres Likedeeler sur la mer de l’Ouest (aujourd’hui mer du Nord), notamment les navires de la Hanse, jusqu’à ce que la Hanse envoie des forces considérables à leur poursuite. Gödeke Michels et Wigbold parviennent dans un premier temps à échapper à leurs poursuivants, mais finiront par être capturés et exécutés dans le quartier de Grasbrook, à Hambourg.

## Sources
- (en) Cet article est partiellement ou en totalité issu de l’article de Wikipédia en anglais intitulé « Magister Wigbold » (voir la liste des auteurs).